# 파를리 비에이라 호자
파를리 비에이라 호자(포르투갈어: Farley Vieira Rosa, 1994년 1월 14일~)는 브라질의 축구 선수이다. 포지션은 왼쪽 윙어, 공격형 미드필더, 오른쪽 윙어이다. 현재 난퉁 즈윈 소속이다. K리그 등록명은 호사였다.